# Грейден, Спрейг
Спрейг Гре́йден (англ. Sprague Grayden; род. 21 июля 1980, Манчестер) — американская актриса кино и театра. Известность ей принесла роль школьной учительницы Хэзер Лисински (англ. Heather Lisinski) в сериале «Иерихон».

## Биография
Спрейг Грейден родилась в Манчестере, штат Массачусетс. Окончила Манчестерскую среднюю школу (Manchester-Essex Regional High School), после чего поступила в колледж Барнарда при Колумбийском университете. Имя актрисы — Спрейг — происходит от девичьей фамилии матери.
Свою первую роль актриса сыграла в сериале Over There (2005), после чего её пригласили на четвёртый и пятый сезон сериала «Клиент всегда мёртв» (Анита Миллер) и сериал канала CBS «Новая Жанна д`Арк» в качестве роли Джудит Монтгомери.
Спрейг Грейден также участвовала в съёмках таких сериалов как: Дурман, «Мёртвые не лгут», «Холм одного дерева», «Частная практика», «C.S.I.: Место преступления Майами», «C.S.I.: Место преступления Нью-Йорк», «Доктор Хаус», «Мыслить как преступник» и другие.
В сериале «Иерихон» впервые С. Грейден появляется в роли учительницы при сопровождении школьного автобуса, где защищая детей вместе с Джейкобом Грином выручает их, затем добровольно идёт в лагерь Сопротивления, где склоняет старший офицерский состав для помощи мирному населению Иерихона.

## Личная жизнь
Замужем. У супругов есть сын (род.15.09.2014).
У Грейден в 1999 году погиб младший брат Бенджамин Грейден.

## Фильмография
| Год         | Название                            | Роль                             | Примечание |
| ----------- | ----------------------------------- | -------------------------------- | --- |
| 1989        | Папа                                |                                  | |
| 2001        | 24 часа                             | Оливия Тейлор                    | |
| 2002        | C.S.I.: Место преступления Майами   | Тоня Раш                         | |
| 2002-2003   | Джон Доу                            | Карен Кавальски                  | |
| 2003        | Холм одного дерева                  | Дарби                            | |
| 2004        | C.S.I.: Место преступления Нью-Йорк | Дженнифер Купер                  | |
| 2004—2005   | Клиент всегда мёртв                 | Анита Миллер                     | 12 эпизодов Номинация — Премия Гильдии киноактёров США за лучший актёрский состав в драматическом сериале (2005) |
| 2006 — 2008 | Иерихон                             | Хэзер Лисински                   | |
| 2008        | Сыны анархии                        | Донна Лернер                     | |
| 2010        | Мыслить как преступник              | Мэг Коллинс                      | |
| 2010        | Паранормальное явление 2            | Кристи Рей                       | |
| 2010        | Закон и порядок: Лос-Анджелес       | Валери Робертс                   | |
| 2011        | Паранормальное явление 3            | Кристи Рей                       | |
| 2011        | Доктор Хаус                         | Эва                              | Эпизод «Larger than Life»                                                                                        |
| 2012        | Паранормальное явление 4            | Кристи Рей                       | |
| 2012 — 2013 | Белый воротничок                    | молодая Кэтрин Хилл/Эллен Паркер | |
| 2013        | Низкое зимнее солнце                | Майя Кэллис                      | |
| 2014        | Последователи                       | Кэрри Кук                        | |
| 2016        | Милые обманщицы                     | доктор Кокрен                    | Эпизод: «Exes and OMGs»                                                                                          |